# كربري

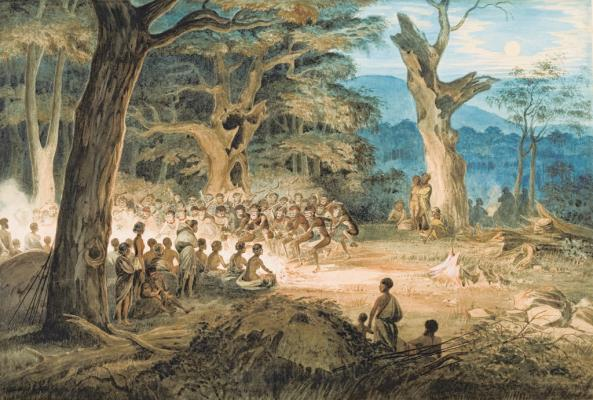

الكَربَريّ هي كلمة عامة لاجتماع الشعوب الأصلية الأسترالية. قد يكون احتفالًا مقدسًا أو ذا طابع حربي. كلمة الكربري صاغها المستوطنون البريطانيون الأوائل في منطقة سِدني من كلمة بلغة داروغ المحلية. وعادةً ما تتضمن الرقص والموسيقى والأزياء وغالبًا ما يُزيّن الجسد .

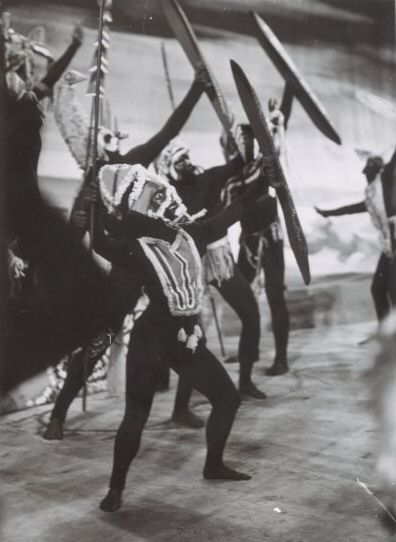